# Музей современного искусства (Вроцлав)
Вроцлавский музей современного искусства (пол. Muzeum Współczesne Wrocław, MWW) — муниципальный художественный музей в польском городе Вроцлав, открытый в сентябре 2011 года с целью экспонирования, продвижения и коллекционирования произведений современного искусства; разместился в здании бывшего «зенитного убежища», построенного в 1942 году по проекту Рихарда Конвиарца; имеет общую выставочную площадь в 4500 м². В 2011—2016 годах директором MWW была художественный критик и куратор Дорота Монкевич.

## История и описание
Музей современного искусства в Вроцлаве (Muzeum Współczesne Wrocław, MWW) был создан указом городского совета от 10 февраля 2011 года; тогда же был принят его устав и сформулированы концепция (выставочная программа) и миссия. Галерея открылась 2 сентября 2011 года в здании на площади Стшегомски (Plac Strzegomski), которое было построено в годы Второй мировой войны как «зенитное убежище» (бомбоубежище) — оно было возведено в 1942 году по проекту Рихарда Конвиарца (Richard Konwiarz, 1883—1960); во время войны в нем размещался военный госпиталь. Шестиэтажное железобетонное здание имеет наружные стены толщиной более метра, а толщина крыши составляет полтора метра: его перепланировка под выставочные нужды проводилась архитекторами из двух бюро — «CH+ Architekci» и «VROA Architekci» — начиная с 2009 года.
Выставочная деятельность MWW направлена на представление современного искусства, начиная со второй половины XX века; кроме того музей ведёт образовательные и социальные программы, ориентированных на ознакомление жителей Вроцлава с современными художественными проблемами. С момента открытия и до 2016 года директором музея являлась художественный критик и куратор Дорота Монкевич; с 1 января 2017 года в должности директора состоит искусствовед Анджей Ярош, работавших в 2001—2003 годах в местной галерее «BWA Wrocław — Galerie Sztuki Współczesnej».
Коллекция MWW была создана в 2011 году: она включает в себя произведения вроцлавских и польских современных художников. В собрании есть работы, среди прочих, таких авторов как Кароли Шнеманн (Carolee Schneemann, 1939—2019), Кароля Радзишевского (род. 1980), Анна Мольска, Юбер Чеперок и Станислав Друджа (1939—2009). Частью музейной коллекция является собрание Нижнесилезского общества поощрения изящных искусств (TZSP), в котором представлены работы художников, связанных с польским нео-авангардом, а также — концептуальных художников из Вроцлава, работавших в 1960-х и 1970-х годах. Первой выставкой, прошедшей в музее при его открытии, стала экспозиция работ художника и фотографа Збигнева Гостомского (1932—2017) «Zaczyna się we Wrocławiu».